# ستان جوستين
ستان جوستين (بالإنجليزية: Stan Heath)‏ هو لاعب كرة قدم أمريكية ولاعب كرة القدم الكندية أمريكي، ولد في 5 مارس 1927 في توليدو في الولايات المتحدة، وتوفي في 26 سبتمبر 2010 في جيسوب في الولايات المتحدة بسبب سرطان المريء.

## وصلات خارجية
- ستان جوستين على موقع مرجع كرة القدم المحترفة.كوم (الإنجليزية)